# Stazione di Papanice-Apriglianello
La stazione di Papanice-Apriglianello era una stazione ferroviaria posta lungo la ex ferrovia Crotone-Petilia Policastro, a servizio delle frazioni crotonesi di Papanice e Apriglianello.

## Storia
La stazione fu aperta il 3 agosto 1930 in concomitanza con l'apertura della tratta Crotone-Petilia Policastro, e continuò il suo esercizio fino al 3 agosto 1972.

## Strutture e impianti
La stazione era passante in quanto parte del prolungamento fino a Petilia Policastro. Dopo la soppressione, venne abbandonata.